# Waalhaven (bedrijf)
Waalhaven was een scheepswerf en machinefabriek die met voorlopers onder andere naam van 1912 tot 1981 te Rotterdam heeft bestaan.

## Oprichting
In 1912 richtten W J Lith en Gerard Cornelis Madern een bescheiden machinewerkplaats op aan de Oostkousdijk te Rotterdam. In 1913 verplaatsten zij hun bedrijf naar de Waaldijk waar ook een scheepswerf aan het bedrijf werd verbonden. Specialiteit werd de bouw van (luxe) motorboten, waarvoor de onderneming ook de ruwoliemotoren in eigen bedrijf vervaardigde. Het bedrijf groeide daar uit zijn jas en door financiële steun kon de zaak in een nv omgezet worden en van de gemeente een terrein aan de Waalhaven (Rotterdam) voor 50 jaar gehuurd worden. De in 1928 opgerichte NV Lith & Madern's scheepswerf en machinefabriek begon met een startkapitaal van f 550.000, waarbij het nominaal kapitaal geheel volgestort was. In 1928 verrees aan de Waalhaven OZ een groot nieuw bedrijf met de toen grootste (reparatie)dwarshelling van Nederland, 128 m, dat begin 1929 in bedrijf kwam. Vanuit de financiers werd C Z W Dekkers als mededirecteur aangesteld. In 1934 kwam de toevoeging Waalhaven bij de bedrijfsnaam en onder die naam werd het bekend. Ondertussen was de crisis uitgebroken; het werk liep danig terug, pas rond 1936 trok het weer aan.

## Overname
Vanaf de jaren twintig was er sprake van fusies en overnames in de scheepsbouw te Rotterdam. Zo werd Waalhaven in 1939 overgenomen door P. Smit Jr. waarbij het als zelfstandige onderneming onder eigen naam en directie bleef bestaan. Waalhaven kwam redelijk ongeschonden uit de bezettingsperiode, de naoorlogse tijd was de eerste twintig jaren een bloeiperiode. In verband met uitbreiding kocht men in 1949 een aansluitend terrein van de gemeente Rotterdam. Daardoor kon Waalhaven in 1952 een nieuwe langere aanlegsteiger laten bouwen, belangrijk in verband met de toenemende afmetingen van de aanmerende schepen. In 1964 volgde nog een belangrijke uitbreiding met de aankoop van de gemeentedokken 1 en 3, die in 1966 in gebruik werden genomen. De toenemende concurrentie dwong de leiding tot voortdurende modernisering waarbij Waalhaven nog enige tijd mee kon. Ondertussen veranderden de eigendomsverhoudingen binnen de Rotterdamse scheepsbouw, de Rotterdamsche Droogdok Maatschappij was sinds 1960 eigenaar van de helft van het aandelenkapitaal, in 1972 kwam moederbedrijf P. Smit Jr. geheel in handen van het inmiddels met Wilton-Fijenoord samengegane RDM. De verslechterende perspectieven leidden vervolgens tot nog verdere concentratie en sluitingen. In 1981 volgde de vrijwillige publieke verkoping van de inventaris en opstallen van Waalhaven.